# 曾建次
曾 建次（そ けんじ、プユマ語: Dangalo Kingzi、1942年12月11日 - ） は、台湾 カトリック花蓮教区の現任の補佐司教である。洗礼名は「洗礼者ヨハネ」。プユマ族出身。台湾原住民初のカトリック高位聖職者であり、母語伝統文化の保存推進に注力している。

## 経歴
- 1942年 - 12月11日、日本統治下の台湾 台東庁台東郡（現在の台東県卑南郷知本）生まれ。台湾原住民のプユマ族。
- 1972年 - 3月21日、台東知本天主堂において司祭叙階。
- 1998年 – 6月24日、教皇ヨハネ・パウロ2世により花蓮教区補佐司教ならびにチュニジア スルロスの名義司教に任命。同年8月29日、台東において司教叙階。